# アントネッロ・クックレドゥ
アントネッロ・クックレドゥ（Antonello Cuccureddu、1949年10月4日 - ）は、イタリア出身の元同国代表の元サッカー選手。ポジションはDF。

## 所属クラブ
- 1966年-1967年  サッサリ・トレス1903
- 1967年-1969年  ブレシア
- 1969年-1981年  ユヴェントス
- 1981年-1984年  フィオレンティーナ

## 指導歴
- 1994年-1995年  ユヴェントス (ユース)
- 1997年-1998年  ASアチレアーレ
- 1999年-2000年  FCクロトーネ
- 2004年-2005年  USアヴェッリーノ
- 2005年-2006年  サッサリ・トレス1903
- 2006年-2007年  USグロッセト
- 2007年-2008年  ACペルージャ
- 2009年-2010年  デルフィーノ・ペスカーラ1936
- 2013年-2014年  USグロッセト

| スタブアイコン | サブスタブ | この項目は、まだ閲覧者の調べものの参照としては役立たない、サッカー選手に関連した書きかけの項目です。この項目を加筆・訂正などしてくださる協力者を求めています（P:サッカー/PJ:サッカー選手/PJ:女子サッカー）。 |